# Если у них нет хлеба, пусть едят пирожные!
«Если у них нет хлеба, пусть едят пирожные!» (от фр. Qu’ils mangent de la brioche — букв. «Пусть они едят бриоши») — французская фраза, ставшая символом отрешённости монархов от проблем народа. Приписывается Марии-Антуанетте, хотя впервые упоминается Руссо и, возможно, была придумана им.

## История фразы
Данная фраза впервые упоминается Жан-Жаком Руссо в «Исповеди» (1766—1770). Однако не совсем в том виде, в котором её привыкли цитировать. Согласно Руссо, эту фразу произнесла молодая французская принцесса, которую народная молва, а также многие историки, отождествили впоследствии с Марией-Антуанеттой (1755—1793):

Как сделать, чтобы иметь хлеб? <…> Покупать сам я никогда бы не решился. Чтобы важный господин, при шпаге, пошёл к булочнику купить кусок хлеба — как это можно! Наконец я вспомнил, какой выход придумала одна принцесса; когда ей доложили, что у крестьян нет хлеба, она ответила: «Пускай едят бриоши», и я стал покупать бриоши. Но сколько сложностей, чтобы устроить это! Выйдя один из дому с этим намерением, я иногда обегал весь город, проходя по крайней мере мимо тридцати кондитерских, прежде чем зайти в какую-нибудь из них.
— Жан-Жак Руссо, «Исповедь»

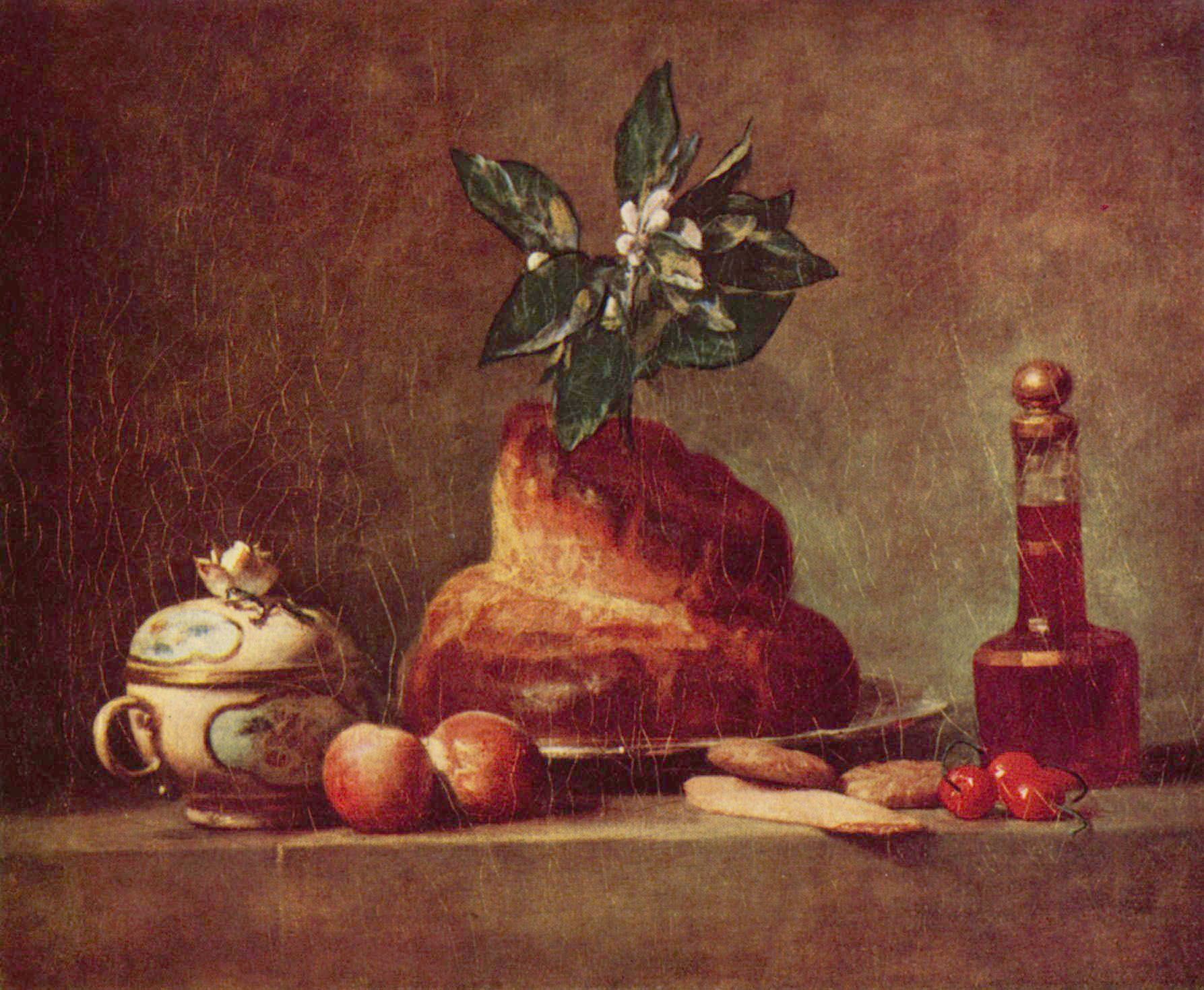
Шарденовский натюрморт с бриошью

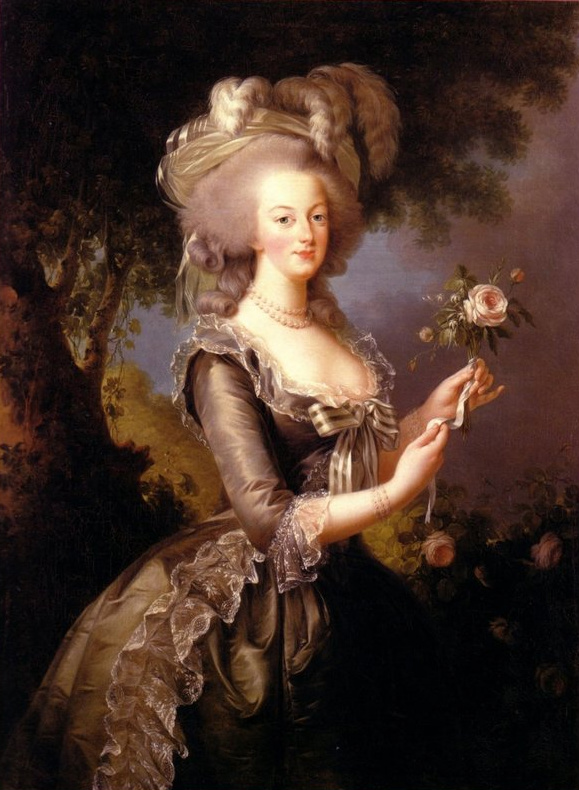
Мария-Антуанетта на одном из портретов Виже-Лебрен

Некоторые источники приписывают авторство афоризма другой французской королеве — Марии Терезии, произнёсшей его за сто лет до супруги Людовика XVI. В частности об этом говорит в своих воспоминаниях граф Прованский, не замеченный в рядах рьяных защитников чести Марии-Антуанетты. Другие мемуаристы XVIII века называют авторами дочерей Людовика XV (мадам Софию или мадам Викторию).
Схожая легенда присутствует в китайской истории: согласно Книге Цзинь, когда императору династии Цзинь Хуэй-ди сообщили о том, что людям из-за беспорядка в стране не хватает риса и они голодают, тот ответил: «Почему бы им тогда не питаться мясным фаршем?» (кит. трад. 何不食肉糜, пиньинь hé bù shí ròumí).

## Приём
По замечанию публициста А. А. Майсуряна, Французская революция породила революционное блюдо — так называемый «хлеб равенства»: «Это был единственный сорт хлеба, который Конвент разрешил печь булочникам. Так реализовывался принцип: „Никто не должен есть пирожные, пока кому-то не хватает хлеба!“. Это тоже был ответ революции на ту легендарную фразу насчёт хлеба и пирожных».
Как отмечают Фишман Л. Г., Мартьянов В. С. в кн. «Россия в поисках утопий»: «…История помнит жестокости французских революционеров. Но она помнит и слова о том, что „если нет хлеба, то можно есть пирожные“. И потому Робеспьер имеет колоссальное моральное преимущество перед Марией Антуанеттой, а Ленин — перед Николаем II».